# 翡翠帝国
《翡翠帝国》（中国大陆官方译为）是一款由BioWare制作、微软游戏工作室发行的角色扮演类游戏，游戏最初于2005年4月在Xbox发行。后移植至其他平台。
游戏是一款动作类角色扮演游戏，玩家控制着一个通常称为“精神修士”的人物。
《电脑和电子游戏》对本游戏高度赞赏。